# Kolmisoppi
Kolmisoppi är en sjö i Finland. Den ligger i kommunen Sotkamo i landskapet Kajanaland, i den centrala delen av landet, 500 km norr om huvudstaden Helsingfors. Kolmisoppi ligger 177,4 meter över havet. I omgivningarna runt Kolmisoppi växer i huvudsak barrskog. Den är 14,15 meter djup. Arean är 2,02 kvadratkilometer och strandlinjen är 10,02 kilometer lång. Sjön  ingår i Uleälvens huvudavrinningsområde. 